# Fred Lewis
Pour les articles homonymes, voir Lewis.
Frederick Deshaun Lewis (né le 9 décembre 1980 à Hattiesburg, Mississippi, États-Unis) est un voltigeur de baseball évoluant en Ligue majeure depuis 2006. Il est présentement sous contrat avec les Mets de New York.

## Carrière

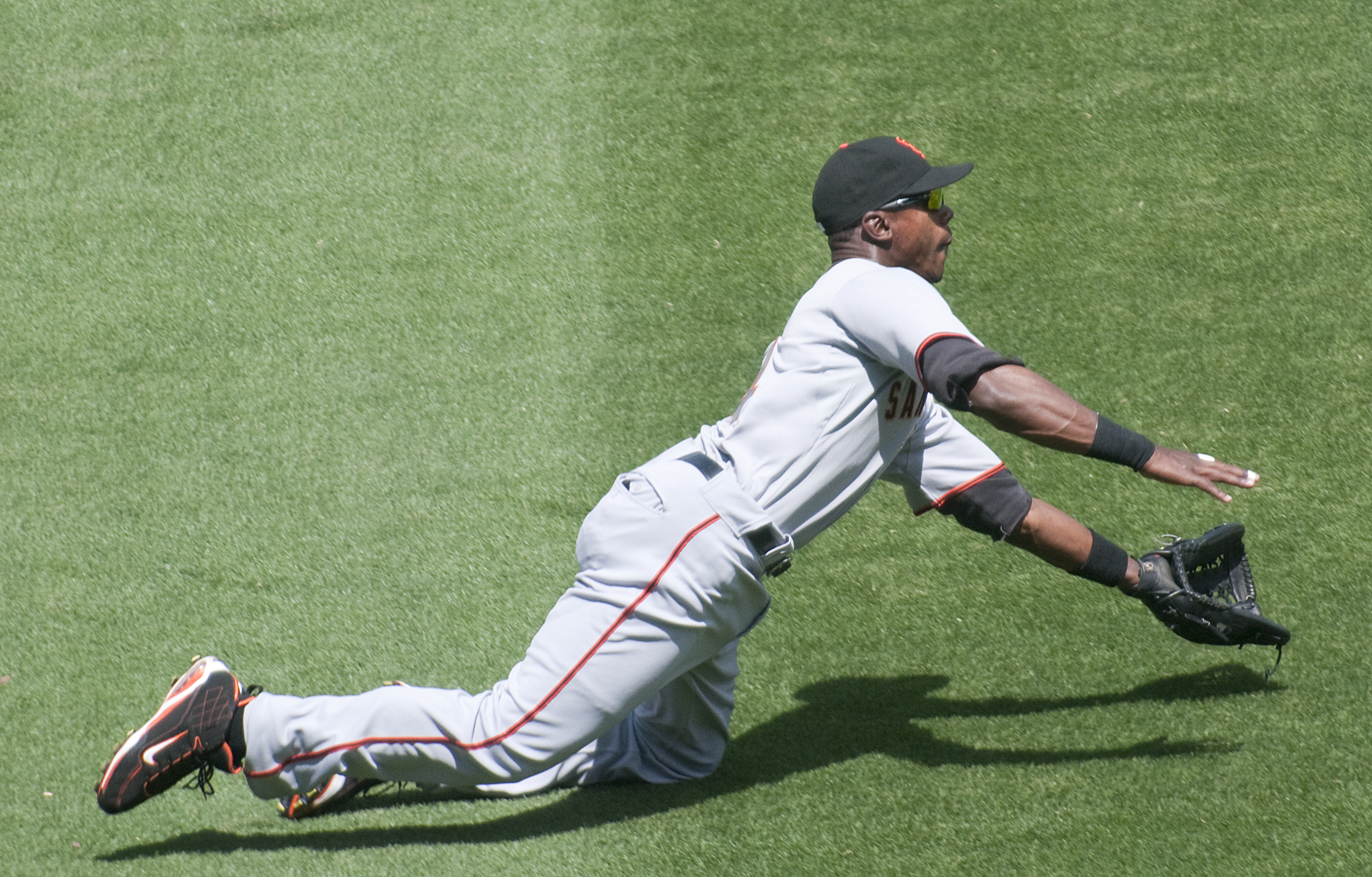
Lewis au champ extérieur pour les Giants en 2009.

Après des études secondaires à la Stone High School de Wiggins (Mississippi), Fred Lewis est drafté le 5 juin 2000 par les Expos de Montréal au vingtième tour de sélection. Il repousse l'offre et suit des études supérieures à la Southern University and A&M College à Bâton-Rouge (Louisiane) où il porte les couleurs des Jaguars de 2001 à 2002.
Lewis rejoint les rangs professionnels à l'issue de la draft du 4 juin 2002 au cours de laquelle il est sélectionné par les Giants de San Francisco au deuxième tour. Il perçoit un bonus de 595 000 dollars à la signature de son premier contrat professionnel le 20 juin 2002.
Il passe près de 5 saisons en Ligues mineures avant d'effectuer ses débuts en Ligue majeure le 1er septembre 2006 et frappe cinq coups sûrs à ses onze premières présences au bâton.
Il prend part à 58 parties avec San Francisco en 2007. Le 13 mai, il frappe pour le cycle lors d'un match de cinq coups sûrs et quatre points produits contre Colorado,
Il joue sa première saison complète en 2008, frappant dans une moyenne au bâton de 0,282 avec 9 circuits, 25 doubles, 40 points produits et 21 buts volés.
Lewis commence la saison 2010 sur la liste des joueurs blessés, puis est échangé le 15 avril 2010 aux Blue Jays de Toronto.
Devenu agent libre à l'issue de la saison 2010, Lewis passe chez les Reds de Cincinnati le 10 janvier 2011. Il signe un contrat d'un an pour 900 000 dollars.
Le 19 janvier 2012, Lewis signe un contrat des ligues mineures avec les Indians de Cleveland. Lewis ne joue pas pour les Indians, qui le libèrent le 2 avril. Le 25 avril suivant, il accepte un contrat des ligues mineures offert par les Mets de New York.

## Statistiques
| Saison | Équipe        | G   | AB   | R   | H   | 2B | 3B | HR | RBI | SB | BA   |
| ------ | ------------- | --- | ---- | --- | --- | -- | -- | -- | --- | -- | ---- |
| 2006   | San Francisco | 13  | 11   | 5   | 5   | 1  | 0  | 0  | 2   | 0  | .455 |
| 2007   | San Francisco | 58  | 157  | 34  | 45  | 6  | 2  | 3  | 19  | 5  | .287 |
| 2008   | San Francisco | 133 | 468  | 81  | 132 | 25 | 11 | 9  | 40  | 21 | .282 |
| 2009   | San Francisco | 122 | 295  | 49  | 76  | 21 | 3  | 4  | 20  | 8  | .258 |
| 2010   | Toronto       | 110 | 428  | 70  | 112 | 31 | 5  | 8  | 36  | 17 | .262 |
| Totaux | Totaux        | 436 | 1359 | 239 | 370 | 84 | 21 | 24 | 117 | 51 | .272 |

Note : G = Matches joués ; AB = Passages au bâton; R = Points ; H = Coups sûrs ; 2B = Doubles ; 3B = Triples ; 
HR = Coup de circuit ; RBI = Points produits ; SB = Buts volés ; BA = Moyenne au bâton.